# Ceresium tonkinense
Ceresium tonkinense är en skalbaggsart som beskrevs av Maurice Pic 1943. Ceresium tonkinense ingår i släktet Ceresium och familjen långhorningar. Inga underarter finns listade i Catalogue of Life.